# Marat-Sade

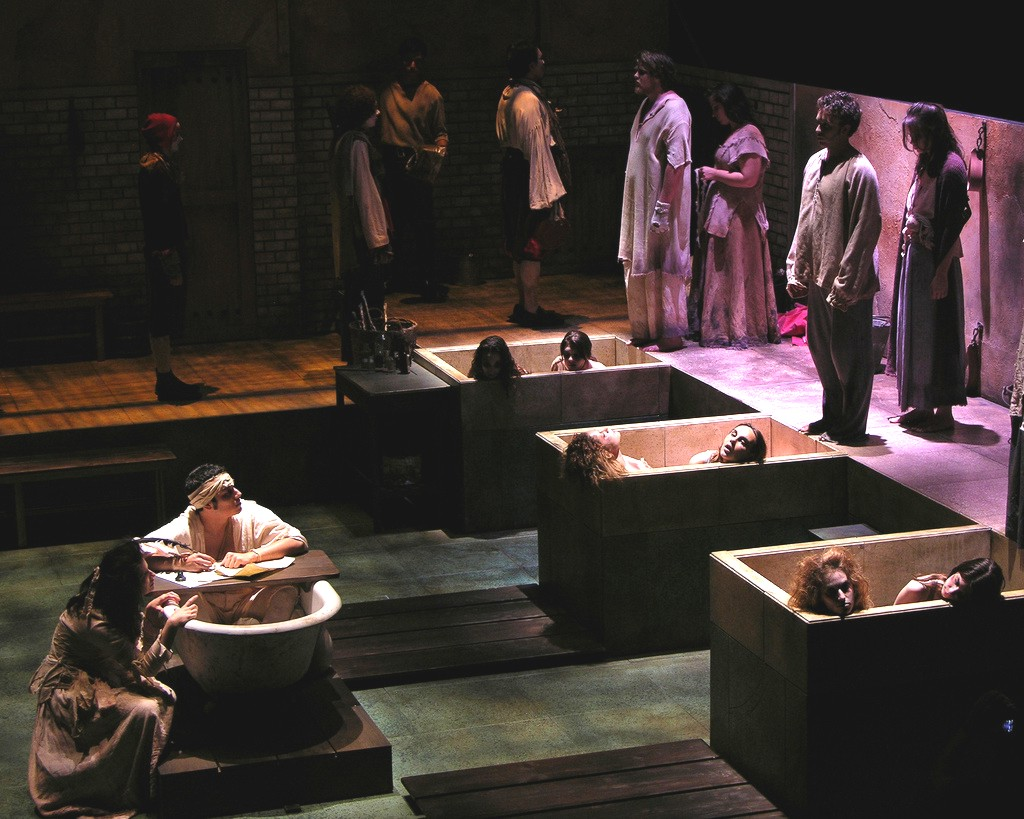
Mise en scène de Marat-Sade à l'université de Californie à San Diego, 2005.

La Persécution et l'Assassinat de Jean-Paul Marat représentés par le groupe théâtral de l'hospice de Charenton sous la direction de Monsieur de Sade (en allemand Die Verfolgung und Ermordung Jean Paul Marats dargestellt durch die Schauspielgruppe des Hospizes zu Charenton unter Anleitung des Herrn de Sade) est une pièce de théâtre allemande de Peter Weiss retraçant la vie du marquis de Sade durant son emprisonnement. Elle est souvent désignée sous le nom court de Marat-Sade. Elle a été publiée en 1963 et traduite en français par Jean Baudrillard aux éditions du Seuil en 1965.

## Version française

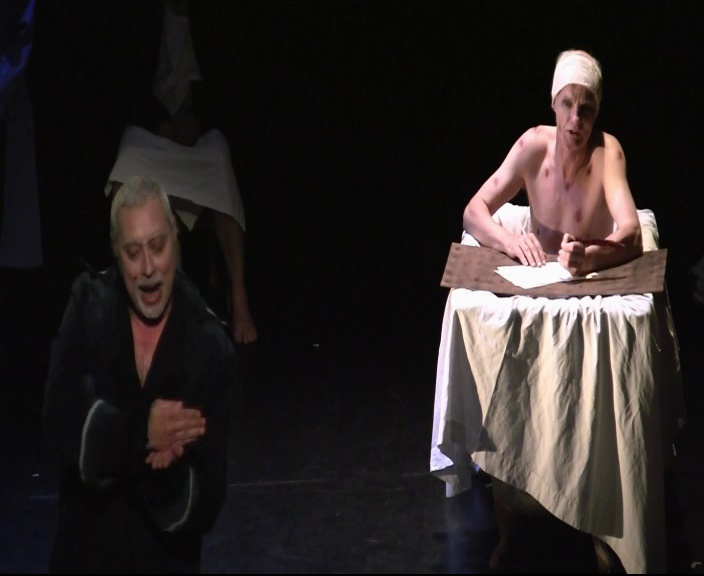
Sade et Marat, mis en scène par Roland Mastrippolitto, de la Compagnie de la Bobine.

Elle a été représentée pour la première fois en français le 20 septembre 1966 au théâtre Sarah-Bernhardt, dans une mise en scène de Jean Tasso et Gilles Segal, avec une musique de Jean Prodomidès.
Mis en scène par Roland Mastrippolitto, la pièce a été jouée au studio Raspail, le 9 novembre 2014, par la Compagnie de la Bobine dans le cadre de sa sélection au 16e festival de théâtre amateur de Paris.

## Distinctions
- Tony Awards 1966[1]
  - Tony Award de la meilleure pièce
  - Tony Award du meilleur acteur de second rôle dans une pièce pour Patrick Magee
  - Tony Award de la meilleure mise en scène pour Peter Brook
  - Tony Award des meilleurs costumes pour une pièce

## Adaptation au cinéma
La pièce a été adaptée au cinéma par Peter Brook, un film intitulé La Persécution et l'Assassinat de Jean-Paul Marat tel que monté par les patients de l'asile de Charenton sous la direction du Marquis de Sade, nommé Marat-Sade par souci d'économie.